# سکیجی ساسانو
سکیجی ساسانو (ژاپنی: 笹野 積次) یک بازیکن فوتبال اهل ژاپن است.
از باشگاه‌هایی که در آن بازی کرده‌است می‌توان به Waseda WMW اشاره کرد.